# Naturschutzgebiet Katzbachtal
Das Naturschutzgebiet Katzbachaue umfasst den Verlauf des Katzbachs von seiner Quellregion östlich von Heiligenhaus bis an die Unterquerung der Bensberger Straße östlich von Ferrenberg in der Stadt Overath im Rheinisch-Bergischen Kreis.

## Beschreibung
Das Katzbachtal hat mehrere natürliche Quellbereiche, die zumeist bewaldet sind. In dem entlang der Landstraße 136 verlaufenden Teil findet man naturnahe Auwälder und strukturreiche Waldränder mit Gebüschfluren. In der westlichen Quellregion befinden sich gewässerbegleitende Hochstauden- und Feuchtfluren sowie eine hängige artenreichere Magerwiese. Der weitere, natürlich mäandrierende Gewässerverlauf wird mit einigen Steilhangabschnitten begleitet. Bis an die Gewässersohle reichen Fichten und Pappelbestände heran.

## Schutzzwecke
Die Schutzgebietsausweisung erfolgt zur Erhaltung und Entwicklung des Bachtales 
mit naturnahen Auwäldern und strukturreichen Gebüschfluren im Übergang zu Grünlandflächen, zur Erhaltung von Quell- und Hochstaudenfluren und einem abschnittsweisen natürlichen Gewässerverlauf. Im Einzelnen werden dazu folgende Schutzzwecke festgesetzt: 
- Erhaltung und Entwicklung des ausgedehnten, landschaftlich besonders schönen und vielgestaltigen Bachtalsystems mit besonderer Eignung für die Erholung in der Natur,
- Sicherung der Funktion als Biotopverbundfläche von besonderer, teils herausragender Bedeutung,
- Erhaltung und Entwicklung der naturnahen Quellbereiche, eines naturnahen und mäandrierenden Bachlaufes.[1]